# Массімо Бертоліні
Массімо Бертоліні (італ. Massimo Bertolini; нар. 30 травня 1974) — колишній італійський тенісист.
Найвищу одиночну позицію світового рейтингу — 329 місце досяг 1 травня 1995, парну — 36 місце — 3 травня 2004 року.
Здобув 2 парні титули.
Найвищим досягненням на турнірах Великого шолома були чвертьфінали в парному розряді.
Завершив кар'єру 2006 року.

## Фінали турнірів ATP за кар'єру

### Парний розряд: 7 (2–5)
| Легенда                                     |
| ------------------------------------------- |
| Турніри Великого шолома (0–0)               |
| Фінали Світового туру ATP (0–0)             |
| Серія Мастерс 1000 Світового Туру ATP (0–0) |
| Серія 500 Світового туру ATP (0–1)          |
| Серія 250 Світового туру ATP (2–4)          |

| Фінали за покриттям |
| ------------------- |
| Тверде (0–0)        |
| Ґрунт (2–5)         |
| Трава (0–0)         |

| Фінали за типом корту |
| --------------------- |
| Відкритий (2–5)       |
| Закритий (0–0)        |

| Результат | В-П | Дата     | Турнір                                          | Рівень           | Покриття | Партнер         | Суперники                      | Рахунок                 |
| --------- | --- | -------- | ----------------------------------------------- | ---------------- | -------- | --------------- | ------------------------------ | ----------------------- |
| Поразка   | 0–1 | Лис 1998 | Сантьяго, Чилі                                  | Світова серія    | Ґрунт    | Девін Бовен     | Себастьян Прієто Маріано Худ   | 6–7, 7–6, 6–7           |
| Поразка   | 0–2 | Кві 1999 | Барселона, Іспанія                              | Серія Чемпіоншип | Ґрунт    | Крістіан Бранді | Паул Гаргейс Євген Кафельников | 5–7, 3–6                |
| Поразка   | 0–3 | Тра 1999 | Мюнхен, Німеччина                               | Світова серія    | Ґрунт    | Крістіан Бранді | Даніель Оршанік Маріано Пуерта | 6–7(3–7), 6–3, 6–7(3–7) |
| Поразка   | 0–4 | Сер 1999 | Відкритий чемпіонат Хорватії з тенісу, Хорватія | Світова серія    | Ґрунт    | Крістіан Бранді | Маріано Пуерта Хав'єр Санчес   | 6–3, 2–6, 3–6           |
| Поразка   | 0–5 | Лип 2002 | Гштад, Швейцарія                                | Світова серія    | Ґрунт    | Крістіан Бранді | Джошуа Ігл Давід Рікл          | 6–7(5–7), 4–6           |
| Перемога  | 1–5 | Тра 2003 | Санкт-Пельтен, Австрія                          | Світова серія    | Ґрунт    | Сімон Аспелін   | Саргис Саргсян Ненад Зімоньїч  | 6–4, 6–7(8–10), 6–3     |
| Перемога  | 2–5 | Лип 2003 | Swedish Open, Швеція                            | Світова серія    | Ґрунт    | Сімон Аспелін   | Лукас Арнольд Кер Маріано Худ  | 6–7(3–7), 6–0, 6–4      |

## Фінали ATP Челленджер і ITF Ф'ючерс

### Парний розряд: 27 (12–15)
| Легенда                |
| ---------------------- |
| ATP Челленджер (12–14) |
| ITF Ф'ючерс (0–1)      |

| Фінали за покриттям |
| ------------------- |
| Тверде (2–2)        |
| Ґрунт (9–11)        |
| Трава (0–2)         |
| Килим (1–0)         |

| Результат | В-П   | Дата     | Турнір                     | Рівень     | Покриття | Партнер            | Суперники                                 | Рахунок                 |
| --------- | ----- | -------- | -------------------------- | ---------- | -------- | ------------------ | ----------------------------------------- | ----------------------- |
| Поразка   | 0–1   | Лип 1994 | Бристоль, Велика Британія  | Челленджер | Трава    | Дік Норман         | П'єтро Пеннізі Александру Радулеску       | 4–6, 5–7                |
| Поразка   | 0–2   | Лип 1995 | Манчестер, Велика Британія | Челленджер | Трава    | Дієго Наргісо      | Тім Генман Марк Петчі                     | 3–6, 4–6                |
| Перемога  | 1–2   | Бер 1998 | Шербур, Франція            | Челленджер | Тверде   | Массімо Ардінгі    | Жан-Філіпп Флер'ян Стефан Сіміан          | 6–3, 2–6, 6–4           |
| Перемога  | 2–2   | Кві 1998 | Неаполь, Італія            | Челленджер | Ґрунт    | Девін Бовен        | Габор Кевеш Тамер Ель-Саві                | 7–6, 6–2                |
| Поразка   | 2–3   | Лип 1998 | Венеція, Італія            | Челленджер | Ґрунт    | Сандер Гройн       | Небойша Джорджевич Маркос Ондруска        | 6–1, 1–6, 2–6           |
| Поразка   | 2–4   | Жов 1998 | Барселона, Іспанія         | Челленджер | Ґрунт    | Крістіан Бранді    | Хосе Антоніо Конде Хав'єр Санчес          | 6–4, 4–6, 3–6           |
| Поразка   | 2–5   | Лют 1999 | Шербур, Франція            | Челленджер | Тверде   | Крістіан Бранді    | Майкл Гілл Ендрю Пейнтер                  | 5–7, 6–7                |
| Поразка   | 2–6   | Кві 1999 | Неаполь, Італія            | Челленджер | Ґрунт    | Крістіан Бранді    | Джек Вейт Маркос Ондруска                 | 4–6, 6–7                |
| Поразка   | 2–7   | Чер 2001 | Б'єлла, Італія             | Челленджер | Ґрунт    | Крістіан Бранді    | Андрес Шнейтер Енцо Артоні                | 6–7(5–7), 6–4, 1–6      |
| Перемога  | 3–7   | Сер 2001 | Брессаноне, Італія         | Челленджер | Ґрунт    | Крістіан Бранді    | Стівен Гасс Лі Пірсон                     | 7–5, 6–3                |
| Перемога  | 4–7   | Бер 2002 | Барлетта, Італія           | Челленджер | Ґрунт    | Крістіан Бранді    | Ренцо Фурлан Урос Віко                    | 4–6, 6–3, 7–6(7–4)      |
| Поразка   | 4–8   | Тра 2002 | Італія F3, Верона          | Ф'ючерс    | Ґрунт    | Акілле Марготто    | Стефано Таралло Елія Гроссі               | 2–6, 7–5, 3–6           |
| Перемога  | 5–8   | Лип 2002 | Мантуя, Італія             | Челленджер | Ґрунт    | Джорджо Галімберті | Хосе-Марія Арнедо Джозеф Сіріанні         | 5–7, 6–2, 7–6(9–7)      |
| Поразка   | 5–9   | Сер 2002 | Сан-Марино, Сан-Марино     | Челленджер | Ґрунт    | Крістіан Бранді    | Леош Фридль Давід Шкох                    | 2–6, 4–6                |
| Поразка   | 5–10  | Жов 2002 | Гренобль, Франція          | Челленджер | Тверде   | Крістіан Бранді    | Тодд Ларкхем Майкл Теббутт                | 6–4, 3–6, 4–6           |
| Перемога  | 6–10  | Гру 2002 | Мілан, Італія              | Челленджер | Килим    | Джорджо Галімберті | Джонатан Ерліх Александар Кітінов         | 7–6(7–4), 2–6, 7–6(7–4) |
| Поразка   | 6–11  | Бер 2003 | Барлетта, Італія           | Челленджер | Ґрунт    | Джорджо Галімберті | Себастьян Прієто Серхіо Ройтман           | 3–6, 6–3, 3–6           |
| Перемога  | 7–11  | Кві 2003 | Неаполь, Італія            | Челленджер | Ґрунт    | Джорджо Галімберті | Амір Хадад Крістоф Рохус                  | 2–6, 7–5, 6–4           |
| Перемога  | 8–11  | Сер 2003 | Сан-Марино, Сан-Марино     | Челленджер | Ґрунт    | Том Ванхудт        | Федеріко Бровне Домінік Грбатий           | 7–5, 6–7(3–7), 6–2      |
| Перемога  | 9–11  | Сер 2004 | Сан-Марино, Сан-Марино     | Челленджер | Ґрунт    | Том Ванхудт        | Алекс Лопес Морон Адріан Гарсія           | 6–2, 6–4                |
| Перемога  | 10–11 | Сер 2004 | Трані, Італія              | Челленджер | Ґрунт    | Алекс Лопес Морон  | Ян Вацек Мартін Штепанек                  | 2–6, 6–4, 6–3           |
| Поразка   | 10–12 | Вер 2004 | Генуя, Італія              | Челленджер | Ґрунт    | Том Ванхудт        | Еміліо Бенфеле Альварес Алекс Лопес Морон | 3–6, 4–6                |
| Перемога  | 11–12 | Лис 2004 | Люксембург, Люксембург     | Челленджер | Тверде   | Петр Лукса         | Карстен Браш Міхаель Кольманн             | 7–6(7–4), 4–6, 6–3      |
| Поразка   | 11–13 | Кві 2005 | Неаполь, Італія            | Челленджер | Ґрунт    | Урос Віко          | Янко Типсаревич Їржі Ванек                | 6–3, 4–6, 2–6           |
| Перемога  | 12–13 | Кві 2005 | Ольбія, Італія             | Челленджер | Ґрунт    | Урос Віко          | Алессіо ді Мауро Томас Тенконі            | 6–4, 6–4                |
| Поразка   | 12–14 | Кві 2005 | Монца, Італія              | Челленджер | Ґрунт    | Урос Віко          | Ніколя Девільдер Олів'є Пасьянс           | 5–7, 4–6                |
| Поразка   | 12–15 | Чер 2005 | Брауншвейг, Німеччина      | Челленджер | Ґрунт    | Том Ванхудт        | Енцо Артоні Алекс Лопес Морон             | 7–5, 4–6, 6–7(12–14)    |

## Часовий графік результатів
| W | Ф | ПФ | ЧФ | #Р | КТ | К# | DNQ | A | NH |

### Парний розряд
| Турніри Великого шлему                 |     |     |     |     |     |     |     |     |     |     |     |     |     |     |        |       |     |
| Відкритий чемпіонат Австралії з тенісу |     |     |     |     |     |     |     | 1р  | 1р  |     | 2р  | 1р  | 2р  |     | 0 / 5  | 2–5   | 29% |
| Відкритий чемпіонат Франції з тенісу   |     |     |     |     |     |     |     | 1р  | 1р  | 1р  | 1р  | ЧФ  | 2р  | 2р  | 0 / 7  | 5–7   | 42% |
| Вімблдонський турнір                   |     |     |     |     |     | К1р | 1р  | 1р  | 3р  | 1р  | 1р  | 1р  | 1р  | 1р  | 0 / 8  | 2–8   | 20% |
| Відкритий чемпіонат США з тенісу       |     |     |     |     |     |     |     | 1р  | 1р  | ЧФ  | 1р  | 1р  | 1р  | 2р  | 0 / 7  | 4–7   | 36% |
| В-П                                    | 0–0 | 0–0 | 0–0 | 0–0 | 0–0 | 0–0 | 0–1 | 0–4 | 2–4 | 3–3 | 1–4 | 3–4 | 2–4 | 2–3 | 0 / 27 | 13–27 | 33% |
| Тур ATP Мастерс 1000                   |     |     |     |     |     |     |     |     |     |     |     |     |     |     |        |       |     |
| Indian Wells Open                      |     |     |     |     |     |     |     |     |     |     |     |     | 1р  |     | 0 / 1  | 0–1   | 0%  |
| Відкритий чемпіонат Маямі з тенісу     |     |     |     |     |     |     |     |     | 3р  |     |     |     | 1р  |     | 0 / 2  | 2–2   | 50% |
| Монте-Карло                            |     |     |     |     |     |     |     |     | 1р  |     |     |     | 2р  |     | 0 / 2  | 1–2   | 33% |
| Мастерс Рим                            | 1р  | К1р |     |     |     |     |     | ЧФ  | ПФ  | К1р | 2р  | 1р  | 1р  |     | 0 / 6  | 6–6   | 50% |
| В-П                                    | 0–1 | 0–0 | 0–0 | 0–0 | 0–0 | 0–0 | 0–0 | 2–1 | 5–3 | 0–0 | 1–1 | 0–1 | 1–4 | 0–0 | 0 / 11 | 9–11  | 45% |